# TV JOJ
TV JOJ es un canal de televisión privado de Eslovaquia, perteneciente a JOJ Group. Se trata de un canal generalista que emite informativos, series y programas de entretenimiento.

## Historia
El canal inició emisiones el 2 de marzo de 2002. TV JOJ fue fundada por el exdirector del canal checo TV Nova, Vladimír Železný, cuando estaba en guerra con el inversor estadounidense de TV Nova, Central European Media Enterprises (CME). A través de TV JOJ, Železný quería competir con Markíza, de CME; que disfrutaba de casi el 50% de la audiencia nacional del país. Cuando TV JOJ comenzó, no era popular. El canal fue superado por TV Nova.
En 2004, cuando CME recompró TV Nova, los estadounidenses tuvieron que desinvertir en TV JOJ, ya que la legislación eslovaca prohíbe a una empresa poseer dos canales de televisión de alcance nacional. Los checos vendieron TV JOJ de nuevo a Grafobal. A partir de 2004, TV JOJ mejoró ligeramente su audiencia y aumentó su alcance del 65% del país al 80% en 2005. 
En enero de 2007, J&T Media Enterprises, filial de J&T, compró Mac TV, titular de la licencia de TV JOJ, a Grafobal Group. Al mismo tiempo, Grafobal Group recibió de J&T Finance Group la cadena de noticias TA3, convirtiéndose en el propietario total de CEN, la empresa que operaba TA3 hasta 2022.
Con el tiempo, TV JOJ ha reforzado su horario de máxima audiencia y su cuota de audiencia promedio aumentó al 21,8 % en julio de 2012. La cuota de audiencia semanal de Markíza es actualmente del 26,7 %. Sin embargo, Markíza ha registrado una disminución de su audiencia.
Actualmente, TV JOJ es uno de los canales de televisión más vistos en Eslovaquia. El 11 de febrero de 2019, se anunció la compra de las estaciones de Československá filmová společnost (Compañía Cinematográfica Checoslovaca) por parte de JOJ. El 13 de marzo de 2019, los canales CS Film, CS Mini, Horor Film, WAR TV, Kinosvět y el portal online Film Popular se incorporaron oficialmente a la cartera de JOJ Group.

## Programación
El canal emite informativos, telerrealidad y series.
- Noviny: telediario emitido a las 19:30.
- Noviny o 12:00: telediario emitido a las 12:00.
- Ranné noviny: telediario emitido a las 6:15.
- Šport
- Najlepšie počasie
- Krimi
- Zmenáreň
- V siedmom nebi
- Všetko čo mám rád
- Česko Slovensko má talent: versión checoeslovaca de Got Talent.
- Panelák[4]
- Ranč
- Lovec
- 9-1-1
- CSI: Miami
- CSI: Nueva York